# Schulhaus (Kirchheim an der Weinstraße)
Das Schulhaus in Kirchheim an der Weinstraße befindet sich in der örtlichen Kleinkarlbacher Straße 2 und gilt als Kulturdenkmal.

## Bauwerk
Bei dem Gebäude handelt es sich um einen stattlichen späthistoristischen Putzbau. Dieser wurde in den Jahren 1903 und 1904 vom Architekten Albert Friedrich Speer aus Mannheim auf einem asymmetrischen Grundriss errichtet.

## Gelände
Im Vorgarten befindet sich ein Kriegerdenkmal, das den Gefallenen des Deutschen Kriegs aus dem Jahr 1866 sowie denen des Deutsch-Französischen Kriegs gewidmet ist, ebenso eine Muschelkalksitzbank und ein reliefierter Gusssteinpfeiler aus dem Jahr 1814.

## Nutzung
Aktuell befindet sich in dem Gebäude ein Standort der 2017 neu gebildeten Grundschule Kirchheim-Kleinkarlbach.